# Trigonospora calcarata
Trigonospora calcarata är en kärrbräkenväxtart som först beskrevs av Bl., och fick sitt nu gällande namn av Holtt. Trigonospora calcarata ingår i släktet Trigonospora och familjen Thelypteridaceae. Inga underarter finns listade.